# Bernd Schirrmacher

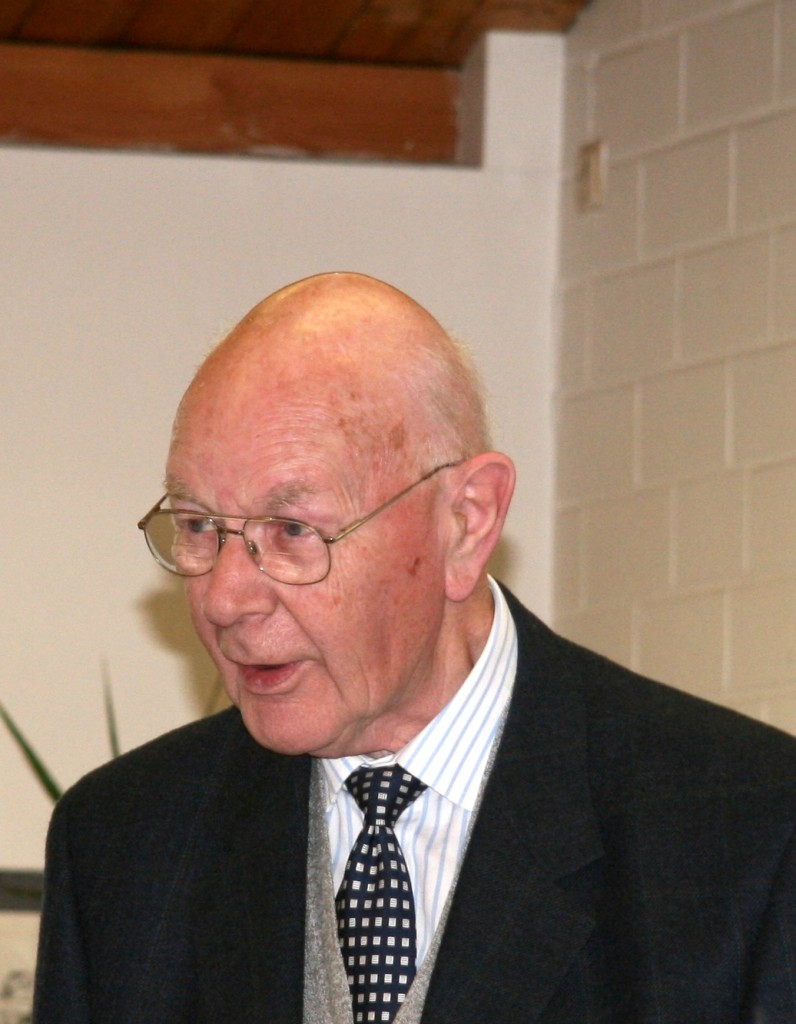
Bernd Schirrmacher

Bernd Arthur Schirrmacher (* 16. März 1921 in Bremen; † 13. Februar 2015 in Lahnau) war ein deutscher Professor für Nachrichtentechnik.

## Leben und Wirken
Schirrmacher studierte nach dem Abitur ab 1939 Ingenieurwesen im Bereich Nachrichtentechnik. Das Studium wurde durch seinen Kriegsdienst bei der Marine unterbrochen, den er zwischen 1940 und 1945 leisten musste. Nachdem er aus einer kurzen Kriegsgefangenschaft zurückgekehrt war, konnte er sein Studium 1952 in Hannover als Diplom-Ingenieur beenden. Von 1952 bis 1961 war er als Ingenieur in Freiburg und anschließend bis 1963 als Laborleiter der Qualitätssicherung bei der Firma Rondo in Schwelm tätig. 1969 zog er nach Gießen und lehrte bis 1985 als Professor für Nachrichtentechnik an der dortigen Fachhochschule (heute Technische Hochschule Mittelhessen). Mehrere Jahre war er Dekan des Fachbereichs „Elektro- und Nachrichtentechnik“.
Schon vor seinem Ruhestand engagierte sich Schirrmacher in vielen christlichen Organisationen. So war er Kapitalgeber des in Familienbesitz befindlichen Verlags für Kultur und Wissenschaft. Er gehörte zu den Gründungsmitgliedern der 1980 eröffneten August-Hermann-Francke-Schule Gießen; von 1983 bis 2008 war er Vorsitzender und danach Ehrenvorsitzender ihres Trägervereins. In dieser Zeit fungierte er als ehrenamtlicher Seelsorger für Lehrer, Eltern und Schüler sowie als Bauleiter, führte Bewerbungsgespräche und half beim Aufbau der elektronischen Buchführung. Von 1968 bis 1996 war er Vorstandsmitglied der Missionsgesellschaft „Weltweiter Einsatz für Christus“ (WEC) mit Sitz in Eppstein und zwischen 1969 und 1993 Vorstandsmitglied des Deutschen Christlichen Techniker-Bundes. Er hatte zeitweise den Vorsitz der örtlichen Evangelischen Allianz inne und war bis zu seinem Tod Mitglied der Evangelisch-Freikirchlichen Gemeinde Gießen.

## Privates
Er war seit 1956 in zweiter Ehe mit der Diplom-Chemikerin Ingeborg Schirrmacher, geborene Steinle, verheiratet. Das Paar hatte drei Kinder und wohnte in Gießen. Einer der Söhne ist der Theologe Thomas Schirrmacher. Schirrmachers Großvater war der Historiker Friedrich Wilhelm Schirrmacher.

## Auszeichnungen
Für sein vielfältiges ehrenamtliches Engagement erhielt Schirrmacher 2001 das Bundesverdienstkreuz am Bande, überreicht vom Vizepräsidenten des Deutschen Bundestages, Hermann Otto Solms (FDP), und vom Gießener Oberbürgermeister Manfred Mutz (SPD). Aus diesem Anlass wurde er auch mit der Festschrift Baumeister bleibt der Herr mit Aufsätzen zu Autorität, Erziehung, Schule und Weltmission geehrt. Die Fachbeiträge stammen von Weggefährten und Schülern wie Wilhelm Faix, Stephan Holthaus und Ursula Wiesemann. Daneben finden sich Beiträge des Jubilars und die Grußworte der Feierlichkeiten in Gießen.

## Veröffentlichungen
- Baumeister ist der Herr: Erfahrungen göttlicher Kleinarbeit in einem Missionswerk (WEC), Weltweit Buch, 1978; Verlag für Kultur und Wissenschaft, Bonn 1997, ISBN 978-3-926105752.
- als Mitautor: Baumeister bleibt der Herr, Verlag für Kultur und Wissenschaft, Bonn 2001, ISBN 978-3-932829-29-1.